# Conversão de potência
A conversão de potência é o processo de converter a energia de uma forma a outra, através de processos electromecánicos ou electroquímicos.
Na engenharia eléctrica, a conversão de potência tem um significado mais específico, que é a conversão de energia eléctrica de um tipo para outro. Isto pode ser tão simples, como um transformador que muda a tensão da rede de corrente alternada, mas inclui também sistemas bem mais complexos. Os sistemas de conversão de potência com frequência incorporam a regulação de tensão (voltagem), que é o controle de seu valor dentro de certos limites. 

## Formas típicas de conversão
As formas típicas de conversão incluem:
- Inversor: corrente contínua para corrente alternada (CC/CA);[1]

- Rectificador: corrente alternada para corrente contínua (CA/CC);[1]

- Investidor: corrente contínua para corrente alternada (CC/CA);[1]
- corrente alternada para corrente alternada (CA/CA), libera a corrente com frequência e amplitude aumentada ou diminuta;[1]
- corrente contínua para corrente contínua (CC/CC ou DC/DC),[1] tem os tipos: buck/abaixador, boost/amplificador, flyback, buck-boost, SEPIC, zeta,[2] chopper, push–pull;

- Voltagem a corrente (fonte de intensidade).
- Conversor indireto de frequência, realiza duas conversões seguidas: conversão CA/CC ->> conversão CC/CA.[1]

Certos circuitos especializados, tais como o transformador Flyback para um cano de raios catódicos, se pode considerar também como um conversor de potência.

## Teoria
A energia é o trabalho que produz ou pode produzir um sistema. No estudo de circuitos eléctricos só temos duas variáveis tensão e corrente. Existe uma relação causa efeito. A corrente é consequência de que há uma tensão.
A tensão é uma variável fácil de medir, a corrente é mais difícil de medir. É usual medir a corrente de forma indireta a partir de seus efeitos. Os dois casos mais simples baseiam-se em que uma corrente produz uma tensão ao atravessar uma resistência e que produz um campo magnético que induze uma tensão numa bobina.
A tensão é o trabalho por unidade da carga eléctrica
{\displaystyle V={\frac {W}{q}}}
e a energia ou trabalho
{\displaystyle W=V\cdot q=V\cdot I\cdot t}
devemos conhecer simultaneamente a tensão, a corrente e o tempo durante o que flui a corrente.
Se relacionamos a energia com o tempo obtemos a potência
{\displaystyle P={\frac {W}{t}}=V\cdot I}
devemos saber simultaneamente tensão e corrente. Com a potência podemos comparar sistemas já que diz-nos a rapidez com que podem proporcionar trabalho.